# Якуты
Яку́ты (самоназвание — якут. саха, мн. ч. сахалар) — тюркский народ, коренное население Якутии. Якутский язык относится к тюркской языковой семье.
По результатам Всероссийской переписи населения 2021 года, в России проживало 478,4 тысячи якутов, главным образом, в Якутии (469,3 тысячи), а также в Иркутской, Магаданской областях, Хабаровском и Красноярском краях. Якуты являются преобладающим (55,3 % населения) народом в Якутии и самым крупным из коренных народов Сибири и Дальнего Востока в границах РФ.

## Самоназвание
Самоназвание якутов — саха, мн. ч. — сахалар.
Существует также старинное самоназвание якутов уранхай (может писаться и как ураанхай, ураангхай; якут. урааҥхай), ныне используемое в песнях, торжественной речи и Олонхо. Распространение самоназвания «ураангхай», созвучного с этнонимом урянхай, возможно, объясняется фольклорными взаимосвязями тюркских и монгольских народов.

Расселение якутов по районам Якутии согласно переписи населения 2010 года

Экзоним, то есть слово, не используемое народом по отношению к себе, «якут» происходит от эвенкийского слова Yako (также yoqo, ñoqa или ñoka), которое эвенки использовали в качестве наименования якутов. Это слово впоследствии было заимствовано русскими; от него может происходить и якутское слово саха.

## История и происхождение
Согласно распространённой гипотезе, предками современных якутов является кочевое племя курыканов хуннского происхождения, жившее до XIV века в Забайкалье. В свою очередь, курыканы пришли в район озера Байкал с реки Енисей из Красноярско-Минусинского региона.

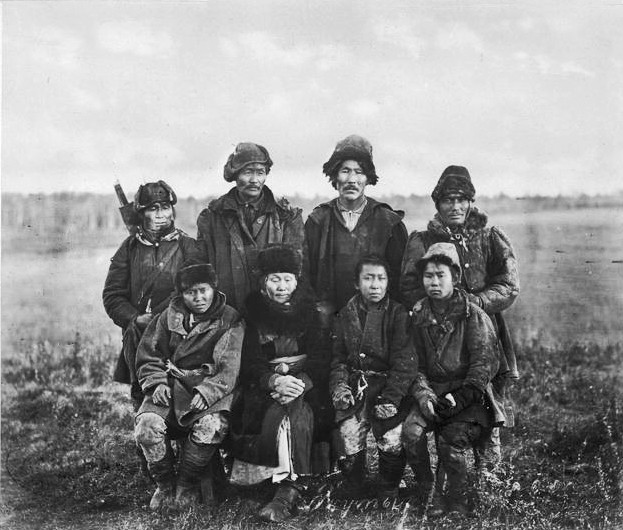
Якуты в начале XX века

Большинство учёных полагает, что к XV веку якуты несколькими волнами мигрировали из области озера Байкал в бассейн Лены, Алдана и Вилюя, где они частично ассимилировали, а частично вытеснили эвенков (тунгусов) и юкагиров (одулов), живших здесь ранее.
Якуты традиционно занимались скотоводством (якутская корова), получив уникальный опыт разведения крупного рогатого скота в условиях резко континентального климата в северных широтах, коневодством (якутская лошадь), рыбной ловлей, охотой, развивали торговлю, кузнечное и военное дело.
Согласно якутским легендам, предки якутов сплавлялись вниз по Лене на плотах со скотом, домашним скарбом и людьми, пока не обнаружили долину Туймаада, пригодную для разведения крупного рогатого скота. Сейчас на этом месте находится современный Якутск. Согласно тем же легендам, первопредков якутов возглавляли два предводителя — Эллэй Боотур и Омогой Баай.
По археологическим и этнографическим данным, якуты как народ сложились в результате поглощения южными тюркоязычными переселенцами местных племён среднего течения Лены. Предполагают, что последняя волна южных предков якутов проникла на Среднюю Лену в XIV—XV веках. В расовом отношении они принадлежат к центральноазиатскому антропологическому типу североазиатской расы. По сравнению с другими тюркоязычными народами Сибири они отличаются наиболее сильным проявлением монголоидных черт, окончательное оформление которых происходило в середине второго тысячелетия нашей эры уже на Лене.
Предполагается, что некоторые группы якутов, например, оленеводы северо-запада, возникли сравнительно недавно в результате смешения отдельных групп эвенков с якутами, выходцами из центральных районов Якутии. В процессе переселения в Восточную Сибирь якуты освоили бассейны северных рек Анабары, Оленька, Яны, Индигирки и Колымы. Якуты изменили оленеводство тунгусов, создав тунгусо-якутский тип упряжного оленеводства.
Сосуществование кочевников-якутов с другими народами не всегда носило мирный характер: так, легендарный хангаласский тойон XVI века Баджей был убит восставшими против него эвенками (тунгусами). Его знаменитый внук тойон Тыгын небезуспешно пытался объединить якутские племена в 1620-х годах.
Некоторые историки считают, что объединительная деятельность Тыгына Дархана была вызвана переходом якутских племён к раннеклассовому обществу и возникшими тогда предпосылками к появлению у них протогосударства. Другие обращают внимание на слишком жёсткие методы в его политике, которые не приводили к подчинению других родов, а, напротив, отталкивали даже некоторых сподвижников, способствуя децентрализации.
В XVII—XIX веках главным занятием якутов было скотоводство (разведение рогатого скота и лошадей), со второй половины XIX века значительная часть стала заниматься земледелием; охота и рыболовство играли подсобную роль. Основным типом жилища был бревенчатый балаган, летним — разборная ураса. Одежду шили из шкур и меха. Во второй половине XVIII века большая часть якутов была обращена в христианство, однако сохранялись и традиционные верования.
Под русским влиянием среди якутов распространилась христианская ономастика, почти полностью вытеснив дохристианские якутские имена. В настоящее время подавляющее большинство якутов (и др. коренных народов в регионе) носят русские имена, иногда передаваемые в якутской транскрипции (Иван — Уйбаан, Сашка — Сааска, Пётр — Бёотур и т. д.). Возвращение к якутским именам затруднено из-за сложности переоформления документов и невозможности применения в них букв якутского алфавита, но с началом 90-х годов идет яркое возрождение якутских имен, поддерживаемое якутской интеллигенцией и рядом политических деятелей в республике Саха (Якутия).

## Язык и письменность
Якутский язык относится к тюркской языковой семье; он значительно отличается от других тюркских языков по фонемному составу. Ближайшим ему языком является долганский. В лексике якутского языка имеется, ввиду многолетнего сожительства его носителей с носителями русского, немало заимствований из русского языка.
Якутская письменность существует на основе кириллицы, с дополнительными буквами.
Число говорящих на 2010 год — около 450 140 человек; таким образом, это один из самых распространённых в наши дни языков коренного населения Сибири.
После вхождения Якутии в состав России якуты постепенно начали говорить и на русском языке. Сейчас абсолютное большинство якутов владеют русским языком хотя бы как вторым.

## Генетика
Около 94 % якутов генетически относятся к Y-хромосомной гаплогруппе N1a1-Tat (субклад N1a1a1a1a4-M2019>N-M1993). Разнообразие субкладов этой гаплогруппы среди якутов невелико, что свидетельствует о прохождении популяции через бутылочное горлышко или об эффекте основателя. Общий предок всех якутских носителей этой гаплогруппы жил 1300 лет назад. Также имеют определённое распространение Y-хромосомные гаплогруппы R1a и C.
Исследовав 58 мумифицированных останков из захоронений якутов (от XV до XIX века), учёные выявили Y-хромосомную гаплогруппу N1a1-Tat у 8 из 13 образцов (61 %). Были также выявлены высокие частоты митохондриальных гаплогрупп C и D. Из 21 образца древней якутской популяции (XVII—XIX вв.) 17 принадлежали к Y-хромосомной гаплогруппе N1a1-M46, 1 — к Y-хромосомной гаплогруппе N1a2-CTS6380, 1 — к Y-хромосомной гаплогруппе C2-M217, 1 — к Y-хромосомной гаплогруппе C2b1a1b1-F3985. 1 образец не был надежно аффилирован.
Митохондриальные линии D5a2a2, C4a1c, C4a2, C5b1b и специфичный для якутов субклад STR Y-хромосомной гаплогруппы N1a1 (N1c) могут быть связаны с миграцией предков якутов, в то время как Y-хромосомная гаплогруппа C3c, скорее всего, появилась в результате экспансии тунгусского народа. Митохондриальные гаплогруппы Z1a1b и Z1a3, присутствующие у юкагиров, эвенов и долган, показывают наличие следов другой и, возможно, более древней миграции (миграций). Анализ как гаплоидных локусов, так и данных аутосомных SNP выявил только незначительные генетические компоненты, общие для якутов и крайнего северо-востока Сибири. Эвены и долганы имеют следы другой и, возможно, более древней миграции. Хотя большая часть западно-евразийских материнских и отцовских линий у якутов могла происходить от недавнего смешения с восточными европейцами, митохондриальные гаплогруппы H8, H20a и HV1a1a, а также Y-хромосомная гаплогруппа J могут отражать древний поток генов из западной Евразии через Среднюю Азию и Южную Сибирь.
У якутов определили 1,525 % неандертальской примеси, и 0,070 % денисовской примеси.

## Этногенез
Согласно В. Н. Харькову, этногенез якутов, в целом, завершился к началу XVI в. на территории Средней Лены в результате поглощения южными тюркоязычными переселенцами (предположительно из Прибайкалья) автохтонных племён. Переселенцы имели, вероятно, смешанное тюркско-монгольское происхождение.
Становление якутского народа, по мнению А. Н. Алексеева, стало результатом взаимодействия нескольких разнородных этнических групп: палеоазиатских (протоюкагирских) и пришлых тунгусских и тюрко-монгольских групп.
В историографии изучения происхождения якутов существуют разные версии, возводящие их корни к тем или иным тюрко-монгольским народам. Н. Н. Козьмина можно считать основателем гипотезы о курыканском происхождении якутов. По его мнению, их предки прожили около Байкала до начала XIV в., когда с востока из-за Байкала проникли буряты и вытеснили их на север, на Лену.
Г. В. Ксенофонтов считал, что сначала происходило переселение на Вилюй уранхайцев (оронкон-ураныкааны), представляющих собой потомков отуреченных тунгусских племён и гуннов с примесью монголов и тюрок. Вторыми на Вилюй переселились в VII—VIII вв. скотоводы гулигань, или уч-курыкан. Народ «саха» уйгурского происхождения — предки саха Центральной Якутии — переселились на Лену из Прибайкалья в IX—XII вв.
Н. Ф. Остолопов, Н. С. Щукин, Н. А. Костров, П. Кларк, И. Майдель, Н. А. Аристов предками якутов считали сагайцев, этническую группу хакасов. Эта гипотеза была основана на сходстве этнонимов саха и сагай. Н. А. Костров указывал на возможность происхождения якутов от сагайцев. Н. А. Аристов отождествлял сякутов с сагайцами, считая сагайцев их «остатком».
В. В. Радлов — основатель версии, относящей саха к монголоязычным народам, подвергшимся тюркизации. По В. В. Радлову, самоназвание саха-ураанхай имело смысл переводить как «пограничные уранхай». В. Ф. Трощанский выводил предков якутов от лесных урянхайцев, упоминавшихся в источниках XIII в. среди «лесных народов». В. В. Радлов считал лесных урянхайцев народом «неизвестного языка», подвергшимся омонголению, потом отуречиванию. Г. В. Ксенофонтов связывал якутских ураанхайцев с территорией Маньчжурии.
Н. Ф. Остолопов этнический состав якутов разделил на три поколения, по именам легендарных прародителей, — Омогоя (батулинское), Эллэя (кангаласское) и Хоро (бурятское). Первые исследователи якутской этнографии XVII в. обратили внимание на особую близость якутов с бурятами, с которыми, по их мнению, они составляли один народ. Н. Витсен указывал на сходство бурятского и якутского языков. Потомков Омогоя принято связывать с монгольским компонентом в составе якутов. Фольклорные источники связывают Омогоя с народом бырааскай (бурятами).
В составе якутов обнаруживаются многочисленные хоролоры, отождествляемые с бурятскими хоринцами. Н. Ф. Остолопов утверждал о прибытии из-за Байкала хоринцев, принявших участие в этногенезе народа саха. В материалах участников экспедиции И. И. Биллингса есть сведения о том, что к племени Омогоя присоединились бурят-хоринцы. В свою очередь, Б. Р. Зориктуев высказывался против выведения представителей родов хоро от хори. Остатки одежды хоролоров оказались более близки к тунгусской, чем хоринских бурят. Кроме этого, хоро и хори имеют разных тотемных прародителей. Так, тотемом людей хоро выступает ворон, у хори — лебедь.
Как пишет В. В. Ушницкий, «при изучении древних фольклорных источников складывается впечатление», что хоро и боотулу могли быть древними племенами, из которых и произошёл народ саха. В XX в. утвердилось отождествление носителей этнонимов хори и хоро со средневековыми курыканами. Боотулу отождествляются с батулинцами. Под именем батулинцы были известны батлай в составе булагатов, батанай в составе хори.
П. А. Ойунский развивал гипотезу о связи якутов с кереитским племенем — сахаэт (сакаит). Возможно, самоназвание якутов саха восходит к слову сакаит. B. С. Николаев отождествлял этнических предков якутов с туматами. Согласно А. М. Малолетко, их этногенез связан с проникновением с Амура представителей гуннского племени тоба. За время изучения этногенеза якутов выдвигались гипотезы также об их меркитском происхождении.
А. П. Окладников сделал вывод о том, что якуты и булагаты некогда составляли единое племя, разделившееся на две половины. Археолог приводит антропологические, лингвистические материалы, согласно которым предки якутов в Прибайкалье, проживая вместе с бурятами, испытывали взаимное влияние. Он пишет о преобладании монгольских слов в якутских терминах оседлого скотоводства и тюркского происхождения — в их социальной и общественно-политической областях жизни.
Б. О. Долгих предками якутов считал бурятское племя эхиритов. Этническим ядром якутов он считал кангаласцев, связывая их с эхиритским родом хэнгелдур. А. И. Гоголев, в свою очередь, связывал кангаласцев с племенем канглы. К эхиритскому пласту в якутской среде относится род игидэй.
Г. В. Ксенофонтов уделял особое внимание племенам хори-тумат, ойрат, баргут. В составе якутов значительное место занимают борогонцы и байагантайцы, отождествляемые со средневековыми племенами баргутов и баегу (байырку), упоминаемых в Байкальском регионе.
Согласно В. В. Ушницкому, кангаласцы — этническое ядро якутов были — частью объединения татар. В якутском фольклоре в качестве предков упоминаются татаары, а отцом Эллэя выступает Татаар-тайма. В качестве имён первопредков и прародины якутов в их фольклоре выступают имена многих средневековых племён Байкала — туматы, урянхай, татар, байагу, хори, монгол, батулинцы. Баягантайский род в составе якутов отождествляется с монгольским племенем байаут, бeтюнский — с буртэ-чиносцами, которые считаются потомками жужаней, род кокуй (коукуй) — с родом хухуйт.

## Культура и быт

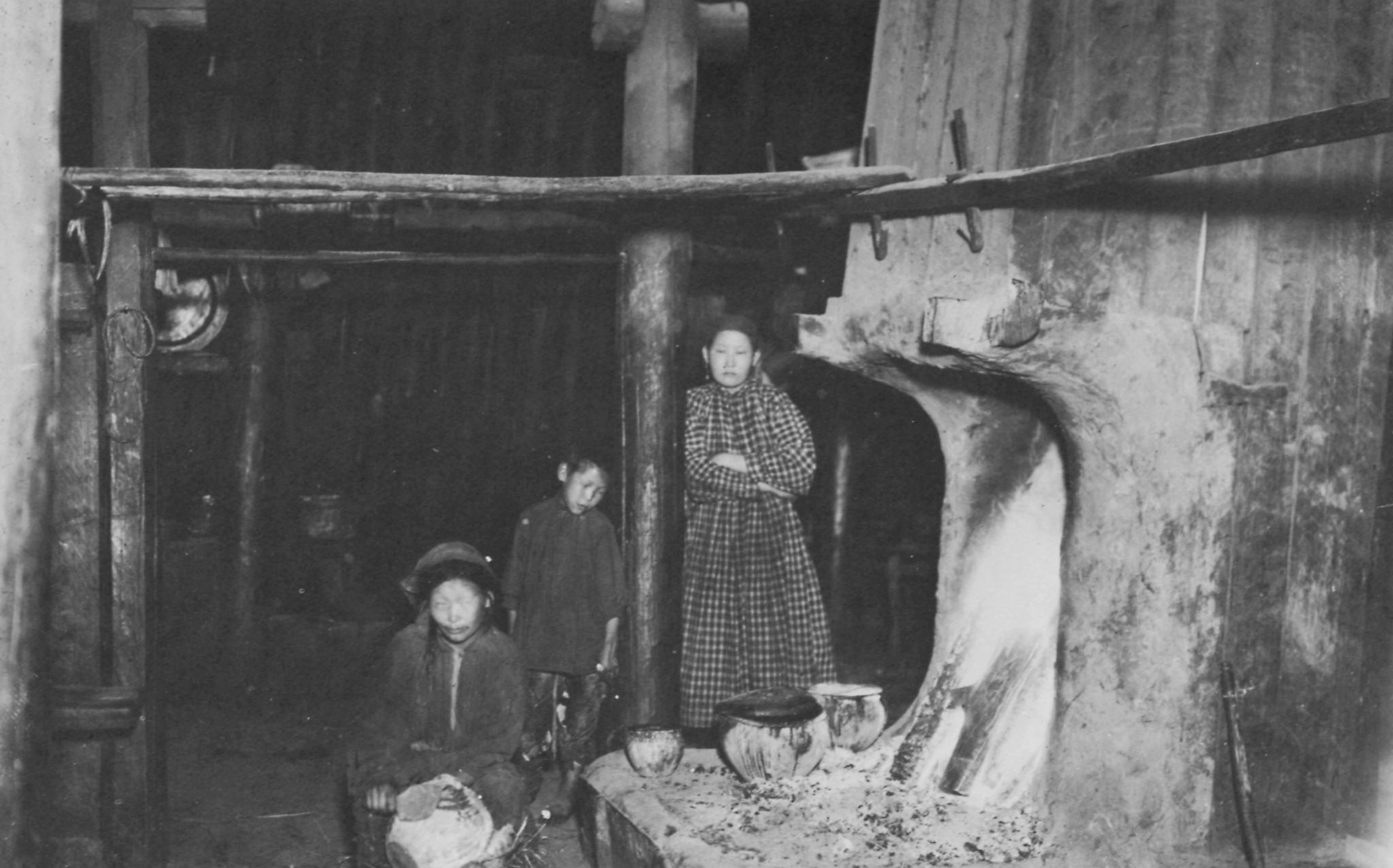
Внутри якутского дома

В традиционном хозяйстве и материальной культуре якутов много черт, сходных с культурой скотоводов Центральной Азии. На Средней Лене сложилась модель хозяйства якутов, сочетающая скотоводство и экстенсивные виды промыслов (рыболовство и охота) и их материальная культура, адаптированная к климату Восточной Сибири. В частности, можно отметить уникальные породы якутских коров и якутских лошадей, отлично приспособленных к жизни в суровых климатических условиях. На севере Якутии также распространён самобытный тип упряжного оленеводства.
Жилищем являлся бревенчатый балаган (якут. балаҕан) и ураса (якут. ураhа), покрытая берестой. С XX в. якуты стали строить избы.
По культуре (культура, обычаи и обряды якутов тесно связаны с народными верованиями) главой семьи в доме у якутов является мужчина, он и главный добытчик пищи. Домашнее хозяйство — готовка пищи, стирка одежды, мытье и уборка дома и т. п., как и в других культурах, принято вести только женщинам, потому что женщина — хранительница очага. С ранних лет девочек учат вести домашнее хозяйство, а мальчиков учат ремеслу, охоте и, самое главное, как держать скот, ведь скот у якутов — символ богатства.
В древности коренные народы севера Якутии (в том числе и якуты) вывели породу собак, которая получила название «Якутская лайка». Также распространена придворовая порода крупных якутских собак, отличающихся своей неприхотливостью.
Передаваемый из поколение в поколение сказителями древний эпос Олонхо (якут. Олоҥхо) включён в список Всемирного нематериального наследия ЮНЕСКО.
Народные певцы якутов использовали горловое пение.
Из музыкальных инструментов наиболее известен хомус — якутский вариант варгана и струнно-смычковый инструмент кылыһах (кырыымпа). Помимо этого у якутов бытовал и ряд других, ныне забытых струнных инструментов.
Самобытным культурным феноменом является т. н. якутский нож.

## Религия

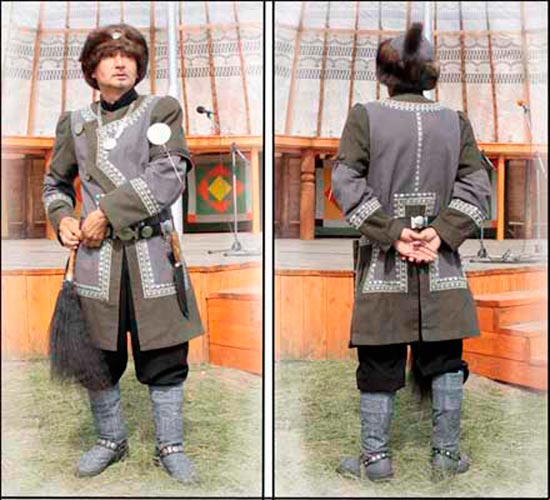
Якутский мужской кафтан

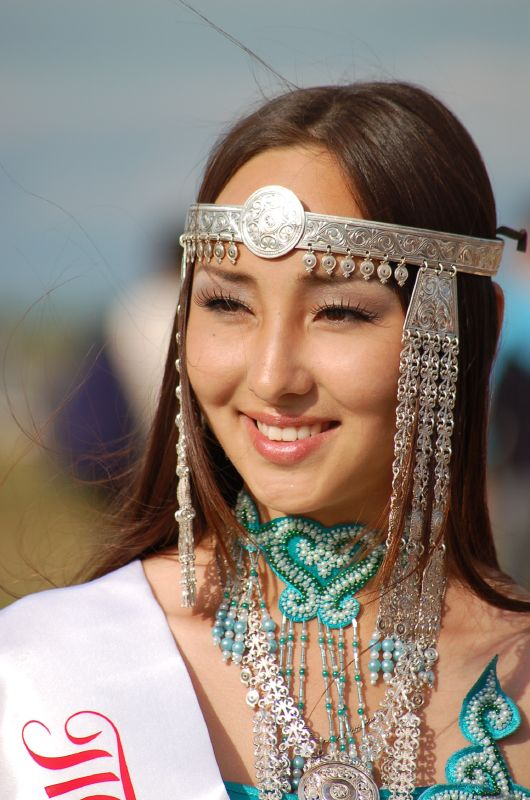
В якутском женском головном украшении бастынга «Вице-мисс Якутия-2007» и «Миссис Якутия-2010» Виолетта Куличкина

До прихода русских среди якутов было распространено тенгрианство. Хотя, в якутской мифологии и нет отдельного божества, которое носило бы имя Таҥара (Тенгри), а само слово, скорее, тождественно понятию «бог» в принципе, употребляясь во множественном числе (таҥаралар), якутские религиозные представления принято считать разновидностью Тенгрианства (понятие, включающее в себя все разнообразие тюрко-монгольских религиозных представлений, имеющих множество схожих черт и общий корень).
Якуты считали себя потомками божеств Айыы, во главе которых стоит солярный бог Үруҥ Аар Тойон. В тенгрианских представлениях есть три мира: верхний, срединный и нижний миры, которые соединены гигантским древом Аал Кудук Мас. В верхнем мире живут Айыы (божества), в срединном — люди и иччи (духи природы), в нижнем — абааһы (демоны). Обязательный обряд — благословение айыы, при торжественных случаях или по прибытии в новое (незнакомое) место. Почитаются священные места, горы, деревья, реки, которые имеют своих иччи. Благословения (алгыс) являются для якутов своего рода молитвой, где обычно просится защита, покровительство и удача у Айыы.
Якуты каждый год празднуют «Ысыах», день воспевания божеств и духов всех трех миров. Ысыах праздновали в день летнего солнцестояния, 21 июня (в прошлом, сейчас празднуют в удобное время во второй половине июня), когда проходит обряд встречи солнца. Солнце для якутов отождествлялось с оком Үрүҥ Аар Тойона или же представлялось его персонификацией. А своей матерью-кормилицей якуты считали землю (иччи срединного мира Аан Алахчын Хотун), и также одабривали её алгысами и подношениями (в наше время преимущественно оладьями).
Также якуты верят, что у каждого человека есть душа (кут). По представлениям якутов кут состоит из 3-х частей: Ийэ-кут (материнская душа) — то что передается от родителей. Буор-кут («земляная душа») — материальная часть, физическое тело. Салгын-кут («воздушная душа») — интеллект, разум.
В прошлом у якутов существовал также Обряд воздушного погребения.
Традиционная якутская религия Айыы, официально зарегистрирована в управлении министерства юстиции Российской Федерации по Республике Саха (Якутия) 10 января 2012 года в управлении министерства юстиции РФ по РС(Я).
Во второй половине XVIII века произошла массовая христианизация коренных жителей Ленского края — не только якутов, но и эвенков, эвенов, юкагиров, чукчей, долган. С деятельностью православного духовенства связаны развитие народного образования и просвещения народов Якутии, появление литературы на национальных языках, углубление процессов межэтнических взаимодействий.
Религиозный состав народа в настоящее время сложно оценить, однако по результатам опроса 2020—2021 годов около 30 % населения республики назвали своей религиозной принадлежностью язычество, шаманизм, аар айыы и тенгрианство, а к православию отнесли себя 38 % населения. При этом якуты составляют 55 % населения республики, а русские — 32 %.

## Расселение
По результатам переписи 2010 в России проживало 478 тысяч якутов, в конце 2014 года их численность превысила 500 тысяч. Являются наиболее многочисленным народом в Якутии. Часть якутов проживает в Казахстане — 415 (2009), на Украине — 304 (2001), в Белоруссии — 52 (2009), Кыргызстане — 35 (2009), Латвии — 28 (2011), Эстонии — 15 (2011) и других странах бывшего СССР.
| Страна / Регион                                                 | Перепись 1897 года | Перепись 1926 года | Перепись 1939 года | Перепись 1959 года | Перепись 1970 года | Перепись 1979 года | Перепись 1989 года | Перепись 2002 года | Перепись 2010 года | Перепись 2021 года |
| --------------------------------------------------------------- | ------------------ | ------------------ | ------------------ | ------------------ | ------------------ | ------------------ | ------------------ | ------------------ | ------------------ | ------------------ |
| Российская империя / СССР / Российская Федерация                | 227 384            | 240 709            | 242 080            | 236 655            | 296 244            | 328 018            | 381 922            | 443 852            | 478 085            | 478 409            |
| Якутская область / ЯАССР / Республика Саха (Якутия)             | 221 467            | 235 926            | 233 273            | 226 053            | 285 749            | 313 917            | 365 236            | 432 290            | 466 427            | 469 348            |
| Иркутская губерния / Сибирский край / Иркутская область         | 2 734              | 3 385              | 1 398              | 1 366              | 1 751              | 1 788              | 2 020              | 992                | 858                | 468                |
| Енисейская губерния / Сибирский край / Красноярский край        | 2 181              | 3 385              | 4 820              | 4 343              | 1 248              | 1 387              | 1 778              | 1 368              | 1 468              | 1 236              |
| Томская губерния / Сибирский край / Новосибирская область       | -                  | 3 385              | 21                 |                    | 386                | 602                | 798                | 473                | 629                | 440                |
| Приморская область / Дальневосточный край / Приморский край     | 517                | 32                 | 22                 | 112                | 117                | 506                | 475                | 703                | 766                | 675                |
| Приморская область / Дальневосточный край / Хабаровский край    | 517                | 1 224              | 1 569              | 944                | 1 152              | 1 662              | 1 578              | 1 454              | 1 417              | 987                |
| Камчатская область / Дальневосточный край / Магаданская область | 517                | 1 224              | 734                | 791                | 1019               | 892                | 754                | 469                | 407                | 212                |
| Амурская область / Дальневосточный край /Амурская область       | 356                | 398                | 302                | 245                | 288                | 699                | 788                | 314                | 449                | 240                |
| Московская губерния / Московская область                        | -                  | 72                 | 206                | 38                 | 137                | 154                | 224                | 242                | 306                | 39                 |
| Москва                                                          | -                  | 72                 | 206                | 164                | 496                | 480                | 771                | 1 448              | 1 508              | 1 088              |
| Ингерманландская губерния / Ленинградская область               | -                  | 21                 | 82                 | 12                 | 50                 | 73                 | 161                | 68                 | 72                 | 45                 |
| Ленинград / Санкт-Петербург                                     | -                  | 21                 | 82                 | 70                 | 214                | 787                | 862                | 847                | 701                | 675                |
| Украинская ССР                                                  | -                  | 14                 | 77                 | 251                | 349                | 479                | 688                | -                  | -                  | -                  |
| Казахская АССР / Казахская ССР                                  | -                  | 4                  | 64                 | 87                 | 174                | 438                | 314                | -                  | -                  | -                  |
| Узбекская ССР                                                   | -                  | 3                  | 24                 | 74                 | 173                | 119                | 183                | -                  | -                  | -                  |
| Белорусская ССР                                                 | -                  | 1                  | 9                  | 33                 | 43                 | 81                 | 139                | -                  | -                  | -                  |
| Киргизская АССР / Киргизская ССР                                | -                  | -                  | 4                  | 11                 | 58                 | 82                 | 80                 | -                  | -                  | -                  |

|  |  |

## Сахаляры
Сахаля́р (якут. бааhынай) — метис, потомок от смешанного брака якута/якутки и представителя/представительницы европеоидной расы (русских и др.). Слово не следует путать с сахалар — множественным числом от самоназвания якутов, саха́.

## Якуты в филателии

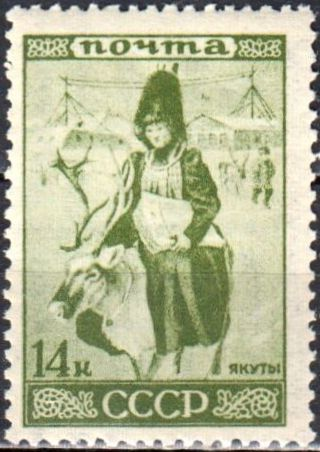
Серия «Народы СССР» (якуты), почтовая марка СССР 1933 года

В 1933 году в СССР была выпущена этнографическая серия почтовых марок «Народы СССР». Среди них была марка, посвящённая якутам.